# Mari Carmen Díez Navarro
Mari Carmen Díez Navarro (Alicante, diciembre de 1949) es una maestra y psicopedagoga española.

## Biografía
Es Maestra de Enseñanza Primaria por la Universidad de Alicante, Especialista en Educación Infantil por el Instituto de Ciencias de la Educación de la misma universidad y licenciada en Psicopedagogía también por la Universidad de Alicante. Asimismo, es diplomada en maestría de lengua catalana por el Instituto de Ciencias de la Educación de la Universidad de València.
Fue directora y coordinadora pedagógica de la Escuela Infantil Aire Libre de Alicante, entre 1981 y 2015; fue miembro del consejo de redacción de la revista IN-FÀN-CI-A durante veinte años (Associació de Mestres Rosa Sensat, Barcelona); es la secretaria de la Asociación INFANCIAS, Colectivo interprofesional para el buen desarrollo de la infancia, Alicante. Igualmente continúa colaborando en el Diario Información, de Alicante, desde junio de 2006 con su tribuna mensual Niños de Hoy.
Es autora de varias obras de poesía y pedagogía en las que aparecen como hilos conductores; la escucha a los niños, el vínculo maestro-alumno, la inclusión del mundo emocional en la escuela, la valoración del grupo, las relaciones, la experimentación y la creatividad.

## Obra

### Pedagogía
- La oreja verde de la escuela. Trabajo por proyectos y vida cotidiana en la escuela infantil (1995)
- Proyectando otra escuela (1996)
- Un diario de clase no del todo pedagógico. Trabajo por proyectos y vida cotidiana en la escuela infantil (1999)
- Coleccionando momentos (2000)
- El piso de abajo de la escuela. Los afectos y las emociones en el día a día de la escuela infantil (2002)
- Poesías por alegrías. Apuntes poéticos para maestros en prosa (2003)
- Arte en la escuela infantil. Apuntes sobre la creación y la libertad (2006)
- Mi escuela sabe a naranja. Estar y ser en la escuela infantil (2007)
- Los pendientes de la maestra. O cómo piensa una maestra en los niños, las escuelas, las familias y la sociedad de hoy (2011)
- 10 ideas clave. La educación infantil (2013)
- El oficio del arte. Soñar con el lápiz en la mano (2013)
- Infancias. Educar y educarse (2017)
- Caramelos de violeta. Hacia la dulce metamorfosis de nuestras escuelas (2019)

### Poesía
- Versos recién nacidos (1993). Ilustraciones de Marieta Pijoan.
- Llaços (1993). Ilustraciones de Marieta Pijoan.
- Caperucita Roja y los 40 ladrones (1999). Ilustraciones de Juan Van der Hofstadt.
- Pitiflores (2002). Ilustraciones de alumnos de la Escuela Infantil Aire Libre de Alicante.
- Abus (2021). Ilustraciones de alumnos de la Escuela Infantil Aire Libre de Alicante.
- Padre de Familia (1993). Ilustraciones de Quico Matamoros.

Colectivos
- Emociones (2002)
- Esculturas al Aire Libre. Proyecto de trabajo colectivo sobre la escultura (2005)
- Los trucos del formador. Arte, oficio y experiencia (2007)
- Didáctica general. La práctica de la enseñanza en Educación Infantil, Primaria y Secundaria (2008)
- Los proyectos de trabajo en el aula. Reflexiones y experiencias prácticas (2010)
- No se lo digas a mamá. Escritos de abuelas y abuelos educadores (2010)
- La convivencia en la escuela. Reflexiones pedagógicas (2020)
- 40 miradas sobre el libro y su futuro (2020)
- ¡Aquí la tierra! Poemas para un planeta en apuros (2020)

### Prólogos
- Els titelles van a l'escola. Dolors Todolí Bofí, (2002)
- Atando sentimientos con palabras. Cristóbal Gómez Mayorga, (2004)
- La xarxa amorosa per educar. Carles Parellada Enrich y Mercè Traveset Vilaginés, (2014)
- Los hilos de infantil. Ángeles e Isabel Abelleira Bardanca, (2017)
- Educación Artística Sensible. José María Mesías Lema, (2019)
- Los latidos de un aula de infantil. Ángeles e Isabel Abelliera Bardanca, (2020)
- Pica la infancia. VV.AA., (2020)
- Cooperar para crecer: El aprendizaje cooperativo en Educación Infantil". Olga Manso Baeza y Francisco Zariquiey Biondi, (2021)
- Pensando en la infancia. Cristóbal Gómez Mayorga, (2021)
- Espacios en armonía. Beatriz Trueba Marcano, (2021)

### Materiales
- ¨"¡Uy qué miedo!" (1992)
- Tenemos un tesoro en clase (1992)
- La caiguda de les dents (1999)